# William Redfield
William Redfield (New York, 26 gennaio 1927 – New York, 17 agosto 1976) è stato un attore statunitense.

## Filmografia parziale

### Cinema
- La conquista dello spazio (Conquest of the Space), regia di Byron Haskin (1955)
- Anche gli eroi piangono (The Proud and Profane), regia di George Seaton (1956)
- Hamlet, regia di Bill Colloran e John Gielgud (1964)
- I morituri (Morituri), regia di Bernhard Wicki (1965)
- Duello a El Diablo (Duel at Diablo), regia di Ralph Nelson (1965)
- Viaggio allucinante (Fantastic Voyage), regia di Richard Fleischer (1966)
- Piccioni (The Sidelong Glances of a Pigeon Kicker), regia di John Dexter (1970)
- È ricca, la sposo e l'ammazzo (A New Leaf), regia di Elaine May (1971)
- Ma che razza di amici! (Such Good Friends), regia di Otto Preminger (1971)
- La pietra che scotta (The Hot Rock), regia di Peter Yates (1972)
- Ma chi te l'ha fatto fare? (For Pete's Sake), regia di Peter Yates (1974)
- Il giustiziere della notte (Death Wish), regia di Michael Winner (1974)
- Qualcuno volò sul nido del cuculo (One Flew Over the Cuckoo's Nest), regia di Miloš Forman (1975)
- Mister Miliardo (Mr. Billion), regia di Jonathan Kaplan (1977)

### Televisione
- Lights Out – serie TV, episodio 4x44 (1952)
- The Alcoa Hour – serie TV, episodio 1x03 (1955)
- Alfred Hitchcock presenta (Alfred Hitchcock Presents) – serie TV, 3 episodi (1957-1961)
- General Electric Theater – serie TV, episodio 8x14 (1959)
- Mr. Broadway – serie TV, episodio 1x03 (1964)

## Doppiatori italiani
- Gualtiero De Angelis in Anche gli eroi piangono
- Sergio Tedesco in I morituri, Viaggio allucinante
- Arturo Dominici in Duello a El Diablo
- Cesare Barbetti in È ricca, la sposo e l'ammazzo
- Riccardo Cucciolla in Il giustiziere della notte
- Pietro Biondi in Qualcuno volò sul nido del cuculo
- Renato Mori in Mister Miliardo
- Carlo Cosolo in La conquista dello spazio (ridoppiaggio)

## Teatro
- 1961 : A Man for All Seasons
- 1964 : Hamlet
- 1967 : You Know I Can't Hear You When the Water's Running
- 1967 : A Minor Adjustment
- 1972 : Dude
- 1972 : The Love Suicide at Schofield Barracks